# Колумбус (Техас)
Колумбус (англ. Columbus) — город, расположенный на юго-востоке штата Техас (США), примерно в 110 км западнее Хьюстона и в 140 км юго-восточнее Остина. Колумбус является окружным центром округа Колорадо. Согласно Бюро переписи населения США, по переписи 2010 года население Колумбуса составляло 3655 человек. 

## История

Расположение Колумбуса в округе Колорадо, а также округа Колорадо в штате Техас

С давних времён на месте, где ныне расположен город Колумбус, жили индейцы. В конце 1821 года туда начали переезжать поселенцы из «старых трёх сотен» Стивена Остина. К 1823 году у реки Колорадо образовалось небольшое поселение, которое упоминалось как Бисонс-Ферри (англ. Beeson's Ferry) или Бисонс-Форд (англ. Beeson's Ford). Оно было названо в честь Бенджамина Бисона (Benjamin Beeson или Beason) — одного из первых поселенцев, который организовал паромную переправу через реку. В 1835 году поселение было переименовано в Колумбус — по некоторым данным, это название предложил один из жителей, приехавший из одноимённого города в Огайо.
К началу Техасской революции в Колумбусе проживали 25 семей. С 19 по 26 марта 1836 года на восточном берегу реки Колорадо у Колумбуса был организован лагерь техасской армии под руководством Сэма Хьюстона. В том же 1836 году было принято решение об основании округа Колорадо (в составе Республики Техас); округ был сформирован в 1837 году, и его административным центром стал Колумбус. В 1837 году население Колумбуса составляло около 1500 человек. 
Вскоре после окончания Гражданской войны в США, 22 августа 1866 года, Колумбус получил статус города. Конец XIX и начало XX века были омрачены волнами насилия и преступности. В 1906 году, после очередной серии убийств, городские власти, которые не смогли взять ситуацию под контроль, были распущены, и Колумбус потерял городской статус. Повторно он получил статус города в 1927 году — к тому времени население Колумбуса составляло около 3100 человек. 

## Население
Согласно переписи населения 2010 года, в Колумбусе проживали 3655 человек, включая 1412 домашних хозяйств.
Расовый состав:
- 69,0 % белых
- 17,9 % чёрных и афроамериканцев
- 0,6 % коренных американцев
- 0,5 % азиатов
- 10,1 % других рас
- 1,9 % принадлежащих к двум или более расам

Доля испаноязычных жителей любых рас составила 24,3 %.
Возрастное распределение: 21,6 % младше 18 лет (из них 7,1 % младше 5 лет), 55,2 % от 18 до 64 лет, и 23,2 % возраста 65 лет и старше. На каждые 100 женщин было 91,6 мужчин (то есть 52,2 % женщин и 47,8 % мужчин).

## География
Колумбус расположен на юго-востоке штата Техас (США), примерно в 110 км западнее Хьюстона и в 140 км юго-восточнее Остина.
Вдоль северной и восточной оконечностей города протекает река Колорадо.

## Климат
Согласно классификации климатов Кёппена, климат Колумбуса относится к типу Cfa — влажный субтропический климат.
| Показатель                    | Янв.  | Фев.  | Март  | Апр. | Май  | Июнь | Июль | Авг. | Сен. | Окт. | Нояб. | Дек.  | Год   |
| ----------------------------- | ----- | ----- | ----- | ---- | ---- | ---- | ---- | ---- | ---- | ---- | ----- | ----- | ----- |
| Абсолютный максимум, °C       | 31,1  | 36,1  | 36,1  | 35,6 | 38,9 | 41,1 | 42,2 | 42,8 | 46,7 | 38,9 | 33,9  | 31,1  | 46,7  |
| Средний суточный максимум, °C | 17,3  | 19,2  | 23,6  | 27,1 | 30,3 | 33,4 | 35,1 | 36,1 | 33,3 | 29,1 | 23,4  | 18,7  | 27,2  |
| Средний суточный минимум, °C  | 3,0   | 4,6   | 8,7   | 13,3 | 17,5 | 20,4 | 21,2 | 20,9 | 18,2 | 12,7 | 8,2   | 3,9   | 12,7  |
| Абсолютный минимум, °C        | −12,2 | −13,3 | −13,3 | −2,2 | 4,4  | 9,4  | 13,3 | 7,8  | 4,4  | −3,9 | −7,8  | −15,6 | −15,6 |
| Норма осадков, мм             | 74    | 78    | 66    | 94   | 124  | 107  | 74   | 68   | 99   | 101  | 94    | 84    | 1064  |
| Источник: weatherbase.com     |       |       |       |      |      |      |      |      |      |      |       |       |       |

## Образование
Школы Колумбуса принадлежат Колумбусскому независимому школьному округу (англ. Columbus Independent School District).

## Транспорт
- Автомобильное сообщение
  - Основные автомобильные дороги, пересекающие Колумбус:
    -  Межштатная автомагистраль I-10 проходит через южную оконечность Колумбуса с востока (со стороны Хьюстона) на запад, в сторону Сан-Антонио.
    -  Шоссе 71 штата Техас (англ. State Highway 71) подходит к Колумбусу с юго-востока (со стороны Эль-Кампо[англ.]), и продолжается на северо-запад, в сторону Остина.

## Фотогалерея
|  |  |  |  |